# Don Francks
Don Franks, nome completo Donald Harvey Francks (Vancouver, 28 febbraio 1932 – Toronto, 3 aprile 2016), è stato un attore, cantante e musicista canadese.

## Biografia
Don Francks visse nella Columbia Britannica sin da piccolo. Nel 1955, trasferitosi a Toronto, interpretò la sua prima parte come attore in The Willow Pattern Plate, ruolo che lo convinse a intraprendere la carriera cinematografica. Fece esperienza e acquisì notorietà a Broadway mentre lavorava anche come cantante alla Lorraine McAllister radio. Il suo primo approccio televisivo arrivò nel 1954 interpretando vari ruoli in show e drammi, scrivendo documentari tra Toronto e Montréal. Nel 1957 suonò anche con Patti Lewis alla radio Country Club in Toronto.
Nel 1962 formò un trio jazz, con Eon Henstridge e il chitarrista Lenny Breau, con il quale lavorò in diversi night club tra New York e Toronto. Rimase poi a New York interpretando anche un paio di ruoli in due musical: Kelly (1965) e Flipside (1968). Il suo primo ruolo da protagonista fu nel 1966 nella serie TV Codice Gerico della NBC, cui seguirono Missione impossibile, Selvaggio west, Organizzazione U.N.C.L.E., e successivamente il film Sulle ali dell'arcobaleno (1968). Dopo un periodo di pausa, durante il quale visse nel Saskatchewan occidentale in una riserva chiamata Red Pheasant Reserve, verso la metà degli anni settanta riprese la sua carriera in Canada con diverse apparizioni musicali in vari club e teatri.
Tornò nel 1977 a Toronto e interpretò ancora un musical, Mandragola, ottenne diversi ruoli televisivi e radiofonici per la CBC e proseguì la sua carriera cinematografica. Vincitore di due ACTRA Awards come miglior attore tra il 1980-1981 per i film tv Drying Up the Streers e The Phoenix Team, è ricordato per il ruolo di Walter nella serie Nikita, e per il ruolo nella serie The Last Chapter II: The War Continues; da ricordare inoltre per i ruoli interpretati in diversi film come Veloci di mestiere (1979), Il giorno di San Valentino (1981), Di coppia in coppia (1991), Johnny Mnemonic (1995), e My Name Is Tanino (2002), Il sesso secondo lei (2005). Residente a Toronto assieme alla moglie Lili, dalla quale ebbe un figlio, divenuto musicista e attore, e una figlia, oggi doppiatrice, Franck morì di cancro ai polmoni il 3 aprile 2016, a 84 anni.

## Filmografia parziale

### Cinema
- Ivy League Killers, regia di William Davidson (1959)
- Drylanders, regia di Don Haldane (1962)
- Alexander Mackenzie: The Lord of the North, regia di David Bairstow - cortometraggio (1964)
- Sulle ali dell'arcobaleno (Finian's Rainbow), regia di Francis Ford Coppola (1968)
- I compari (McCabe & Mrs. Miller), regia di Robert Altman (1971)
- Drylanders Episode 1, regia di Don Haldane - cortometraggio (1974)
- Drying Up the Streets, regia di Robin Spry (1978)
- Veloci di mestiere (Fast Company), regia di David Cronenberg (1979)
- Summer's Children, regia di Julius Kohanyi (1979)
- Fish Hawk, regia di Donald Shebib (1979)
- Il giorno di San Valentino (My Bloody Valentine), regia di George Mihalka (1981)
- Terminal Choice, regia di Sheldon Larry (1985)
- Braccio vincente (The Big Town), regia di Ben Bolt (1987)
- Oklahoma Smugglers, regia di Ota Richter (1987)
- Di coppia in coppia (Married to It), regia di Arthur Hiller (1991)
- Paint Cans, regia di Paul Donovan (1994)
- Johnny Mnemonic, regia di Robert Longo (1995)
- First Degree, regia di Jeff Woolnough (1995)
- Il complotto della paura (The Conspiracy of Fear), regia di John Eyres (1995)
- Harriet, la spia (Harriet the Spy), regia di Bronwen Hughes (1996)
- Bogus - L'amico immaginario (Bogus), regia di Norman Jewison (1996)
- L'ultimo dei templari (The Minion), regia di Jean-Marc Piché (1998)
- L'estate delle scimmie (Summer of the Monkeys), regia di Michael Anderson (1998)
- Dinner at Fred's, regia di Shawn Thompson (1999)
- My Name Is Tanino, regia di Paolo Virzì (2002)
- Il sesso secondo lei (Lie with Me), regia di Clement Virgo (2005)
- Io non sono qui (I'm Not There), regia di Todd Haynes (2007)
- The Curse of the Piano, regia di Michael Peterson - cortometraggio (2008)
- Finding ODO, regia di Jean Desormeaux - cortometraggio (2009)
- He Never Died, regia di Jason Krawczyk (2015)
- The Second Time Around, regia di Leon Marr (2016)

### Televisione
- Burns Chuckwagon from the Stampede Corral - serie TV (1954)
- Riding High - serie TV (1955)
- Pacific 13 - serie TV, episodio 1x3 (1956)
- The Adventures of Tugboat Annie - serie TV, episodio 1x38 (1957)
- Folio - serie TV, 2 episodi (1958)
- On Camera - serie TV, episodio 3x97 (1958)
- Cannonball - serie TV, episodi 1x24-1x27 (1959)
- Long Shot - serie TV (1959)
- The Unforeseen - serie TV, episodio 2x17 (1960)
- First Person - serie TV, episodio 1x2 (1960)
- Diagnosis: Unknown - serie TV, episodio 1x3 (1960)
- R.C.M.P. - serie TV, 38 episodi (1959-1960)
- I rangers della foresta (The Forest Rangers) – serie TV, episodio 1x40 (1963)
- Other Voices - serie TV (1964-1965)
- For the People - serie TV (1965), episodio Seized, Confined and Detained (1965)
- Ben Casey – serie TV, episodi 5x13-5x14 (1965)
- Selvaggio west (The Wild Wild West) - serie TV, episodio 1x19 (1966)
- Organizzazione U.N.C.L.E. (The Man from U.N.C.L.E.) - serie TV, episodio 2x27 (1966)
- Jericho - serie TV, 16 episodi (1966-(1967)
- MisteRogers' Neighborhood - serie TV (1968-2001, vari episodi)
- Il virginiano (The Virginian) – serie TV, episodio 7x20 (1969)
- Mission: Impossible - serie TV, episodi A Game of Chess (1968) e The Numbers Game (1969)
- Mannix - serie TV, episodio Memory: Zero (1969)
- Lancer – serie TV, episodio 2x12 (1969)
- The Great Detective - serie TV, episodio The black curse (1979)
- Overlanders - film TV (1979)
- Riel - film TV (1979)
- The Phoenix Team - serie TV (1980)
- 984: Prisoner of the Future - film TV (1982)
- Countdown to Looking Glass - film TV (1984)
- The Littlest Hobo - serie TV, episodio The Good Shepherd (1984)
- Occhio al superocchio (Seeing Things) - serie TV, episodi I'm Looking Through You (1984) e Blind Alley (1985)
- Alfred Hitchcock presenta (Alfred Hitchcock Presents) – serie TV, episodio 2x05 (1987)
- Captain Power and the Soldiers of the Future - serie TV (1987)
- Night Heat - serie TV, episodio Tell me a story (1987)
- Street Legal - serie TV, episodio I'll be home for Christmas (1987)
- Hot Paint - film TV (1988)
- The Christmas Wife - film TV (1988)
- Labor of Love - film TV (1990)
- Top Cops - serie TV (1990-1993)
- On Thin Ice: The Tai Babilonia Story - film TV (1990)
- Swamp Thing - serie TV (1991)
- E.N.G. - serie TV, episodio The Sleep of Reason (1992)
- The Trial of Red Riding Hood - film TV (1992)
- Quiet Killer - film TV (1992)
- The Diviners - film TV (1993)
- The Hidden Room - serie TV, episodi Transfigured night e Spirit cabinet (1993)
- Blauvogel, miniserie tv (1994)
- Small Gifts - film TV (1994)
- Kung Fu: la leggenda continua - serie TV, episodio Enter the Tiger (1994)
- Madonna - Tutta la vita per un sogno (Madonna: Innocence Lost) - film TV (1994)
- Side Effects - serie TV, episodio The Great Chendini (1994)
- Road to Avonlea - serie TV, 4 episodi (1992-1995)
- A Vow to Kill - film TV (1995)
- The Possession of Michael D - film TV (1995)
- Degree of Guilt - film TV (1995)
- The Conspiracy of Fear - film TV (1996)
- Heck's Way Home - serie TV (1996)
- The Deliverance of Elaine - serie TV (1996)
- Captive Heart: The James Mink Story - film TV (1996)
- Goosebumps - serie TV, episodio The Werewolf of Fever Swamp: Part 1 (1996)
- Hostile Advances: The Kerry Ellison story - film TV (1996)
- A Prayer in the Dark - film TV (1997)
- Nikita - serie TV, 76 episodi (1997-2001)
- MrMusic - film TV (1998)
- Little Men - serie TV, episodio Thanksgiving (1998)
- The Silver Surfer - serie TV (1998-1999)
- Eerie, Indiana: The Other Dimension - serie TV (1998)
- Traders - serie TV, episodio Little Monsters (1998)
- Season of love - film TV (1999)
- Relic Hunter – serie TV, episodio 1x04 (1999)
- PSI Factor: Chronicles of the Paranormal - serie TV, episodio Wendigo (2000)
- The Famous Jett Jackson - serie TV, episodio Backstage Pass (2000)
- Earth: Final Conflict - serie TV, episodio Trapped by Time (2001)
- Screech Owls - serie TV, episodio Horror on River Road (2001)
- A Killing Spring - film TV (2002)
- Tracker - serie TV, episodio Native Son (2002)
- Street Time - serie TV, episodio Reversal of fortune (2002)
- The Last Chapter II: The War Continues - serie TV (2003)
- This is Wonderland - serie TV, episodio 113 (2004)
- Puppets Who Kill - serie TV, episodi The Twilight Place (2004) e Bill & the Berkowitz's (2006)
- The Listener - serie TV, episodio 1x07 (2009)

## Voce
- The price of fire, documentario 1961.
- High steel, documentario 1965.
- Heavy Metal, film d'animazione 1981.
- Rock & rule, film d'animazione 1983.
- L'ispettore Gadget, serie tv d'animazione 1983-1986.
- Droids, serie tv d'animazione 1985-1986.
- Eworks, serie tv d'animazione 1985-1987.
- Madballs: Escape from Orb!, film d'animazione 1986.
- The great heep, film tv d'animazione 1986.
- Starcom: The U.S. Space force, serie tv d'animazione 1987.
- Police Academy, serie tv d'animazione 1988-1989.
- Alf tales, serie tv d'animazione 1988-1990.
- Insuperabili X-Men, serie tv d'animazione 1992-1997.
- Cadillacs and dinosaurs, serie tv d'animazione 1993-1994.
- X-Men vs. Street Fighter, film d'animazione 1996.
- Unendliche Geschichte, Die, serie tv d'animazione 1996
- The Pirates and the Prince, film d'animazione 1996.
- Mythic Warriors: Guardians of the Legend, serie tv d'animazione 1998.
- Inspector Gadget: Gadget's Greatest Gadgets, film tv d'animazione 1999.
- Marvel vs. Capcom 2: New Age of Heroes, film d'animazione 2000.
- X-Men: Mutant Academy, film d'animazione 2000.
- X-Men: Mutant Academy 2, film d'animazione 2001.
- My dad the rock star, serie tv d'animazione 2003.
- Treasure of the hidden planet, film d'animazione 2004.
- Zixx Level One, serie tv d'animazione 2004.
- The very good adventures of Yam Roll in happy kingdom, serie tv d'animazione 2006-2007.
- Garbage Pail Kids, serie tv d'animazione 1989 (episodio: Junkoid Zone Aliens/Batteries Not Included 2006).

## Discografia
- Finian's Rainbow soundtrack, 1968 comprende le canzoni: Old Devil Moo, If This Isn't Love, That Great Come-And-Get-It Day, Old Devil Moon, Look To The Rainbow, How Are Things in Glocca Morra?.
- Lost... and Alone, LP 1964, Kapp Records.
- No One In This World Is Like Don Francks, LP 1963 con Lenny Breau e Eon Henstridge, Knapp Records.
- At The Purple Onion, 1962 con Lenny Breau e Eon Henstridge, Art of Life Records.

## Premi e Nomination

### ACTRA Awards
- 1980 - Vinto come miglior attore nel film: Dryning up the streets.
- 1981 - Vinto come miglior attore nella serie tv: The Phoenix Team.

## Doppiatori italiani
Nelle versioni in italiano delle opere in cui ha recitato, Don Francks è stato doppiato da:
- Alessandro Rossi in Alfred Hitchcock presenta
- Enrico Bertorelli in Piccoli brividi
- Werner Di Donato in Nikita
- Dante Biagioni in Relic Hunter

Da doppiatore è sostituito da:
- Tony Fuochi in Scuola di polizia (House)
- Sergio Romanò in Scuola di polizia (Proctor)